# Arrondissement d'Orange
L'arrondissement d'Orange est une ancienne subdivision administrative française du département de Vaucluse créée le 17 février 1800 et supprimée le 10 septembre 1926. Les cantons et communes qui le composaient furent répartis entre les arrondissements de Carpentras et Avignon.

## Composition
Il comprenait les cantons de Beaumes-de-Venise, Bollène, Malaucène, Orange Ouest, Orange Est, Vaison-la-Romaine et Valréas.

## Sous-préfets de l’arrondissement
- François-Amédée de Pontbriand : 1823-1830

[...]
- Angelo Chiappe : 8 septembre 1924

## Députés de l’arrondissement
- Jules Gaillard (1847-1933) : de 1882 à 1893

## Liens
Organisation administrative de l'Empire dans l'almanach impérial pour l'année 1810